# Bio-industrie

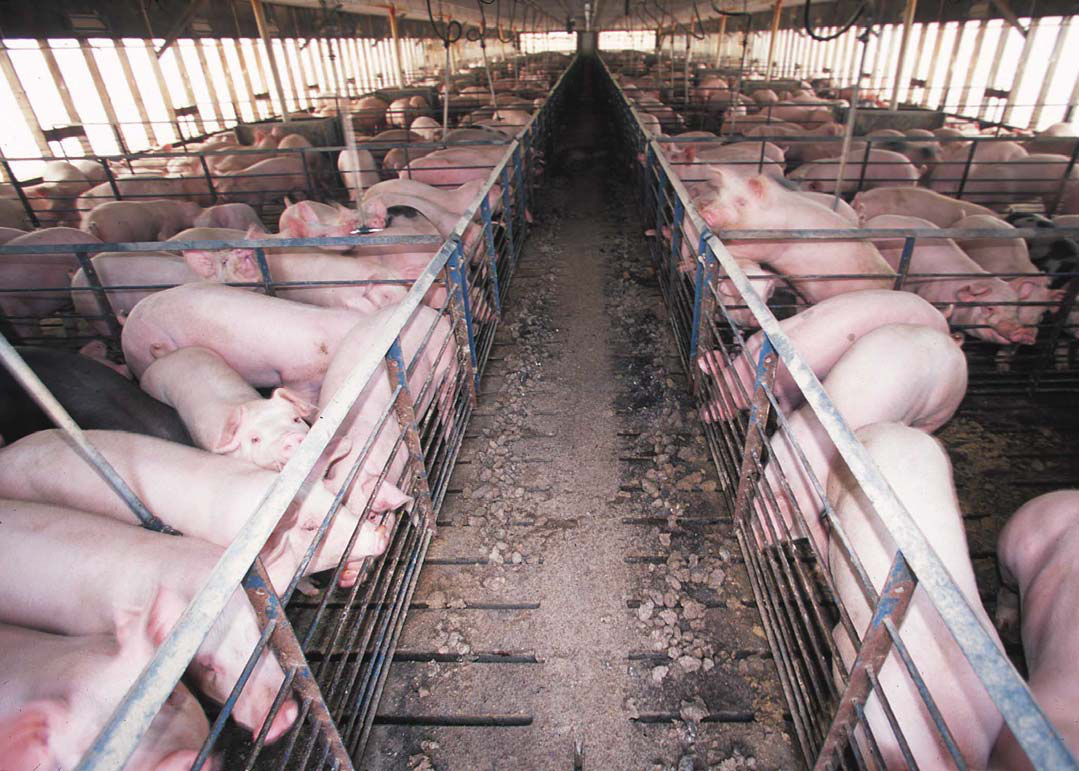
Amerikaanse intensieve varkenshouderij

Bio-industrie, vee-industrie of intensieve veehouderij is de industrie die met de hoogst mogelijke efficiëntie dierlijke producten produceert. Doordat de efficiëntie op gespannen voet kan staan met het welzijn van de gehouden dieren, ontvangt ze kritiek van dierenwelzijnsorganisaties. De term bio-industrie is bedacht door dierenwelzijnsorganisaties als vertaling van de Engelse term factory farming om de fabrieksmatigheid in intensieve veehouderij te duiden. Sinds 2009 hanteren deze organisaties de term vee-industrie om verwarring met het begrip biologische veehouderij te voorkomen.

## Kenmerken
Kenmerken van de bio-industrie zijn de hoge arbeidsproductiviteit, hoge dierdichtheid, en hoge mate van schaalvergroting, specialisatie, mechanisering en automatisering.
Doelstelling van veehouderijbedrijven in de bio-industrie is het behalen van een hoge productie tegen de laagste kosten. Dit wordt bereikt door een sterk geautomatiseerde systematische en efficiënte wijze van werken. Voorbeelden van bio-industrie zijn legbatterijen en megastallen.

## Gevolgen
| Aandeel voedingswaarde en milieu-impact van dierlijke producten ten opzichte van de volledige landbouwsector | Aandeel voedingswaarde en milieu-impact van dierlijke producten ten opzichte van de volledige landbouwsector | Aandeel voedingswaarde en milieu-impact van dierlijke producten ten opzichte van de volledige landbouwsector | Aandeel voedingswaarde en milieu-impact van dierlijke producten ten opzichte van de volledige landbouwsector | Aandeel voedingswaarde en milieu-impact van dierlijke producten ten opzichte van de volledige landbouwsector |
| --- | --- | --- | --- | --- |
| | | | | |
| Calorieën | Calorieën | | 18% | 18% |
| Proteïnen | Proteïnen | | 37% | 37% |
| Landgebruik                                                                                                  | Landgebruik                                                                                                  | | 83% | 83% |
| Broeikasgassen                                                                                               | Broeikasgassen                                                                                               | | 58% | 58% |
| Watervervuiling                                                                                              | Watervervuiling                                                                                              | | 57% | 57% |
| Luchtvervuiling                                                                                              | Luchtvervuiling                                                                                              | | 56% | 56% |
| Waterverbruik                                                                                                | Waterverbruik                                                                                                | | 33% | 33% |

### Klimaat
In 2006 bracht de FAO een rapport uit met de conclusie dat de veeteelt verantwoordelijk is voor 18% van de door de mens veroorzaakte uitstoot van broeikasgassen. Daarmee is de veeteelt de grootste bron van antropogene broeikasgas-uitstoot. Zij overtreft daarmee de transportsector die goed is voor 13%. In 2009 vonden onderzoekers van het Worldwatch Institute dat het FAO-onderzoek verscheidene factoren buiten beschouwing hadden gelaten; zij kwamen op 51%. Daarmee zou de veeteeltsector voor de helft verantwoordelijk zijn voor de antropogene opwarming van de Aarde.
Koeien produceren grote hoeveelheden van de broeikasgassen koolstofdioxide, methaan, stikstofoxide en lachgas.

### Milieu
De bio-industrie heeft een negatieve invloed op lucht, water en bodem door uitstoot van nitraat, fosfaat en ammoniak. Voor de productie van 1 kg rundvlees is 15.500 liter water nodig, voor varkensvlees is dat 4.800 liter per kg en voor kip 3.900 liter per kg.

### Gezondheid
Doordat de industriële vleeskippensector op grootschalige wijze preventief gebruikmaakt van antibiotica komen bij consumenten steeds vaker ESBL-vormende bacteriën voor, die resistent zijn tegen een grote groep antibiotica. Deze bacteriën zijn vooral afkomstig van slachtkippen.
Vijfentwintig procent van de varkenshouders is besmet met MRSA. Wanneer iemand gezond is, zal hij hier weinig last van hebben. Wanneer hij echter in het ziekenhuis moet worden opgenomen vormt hij een risico voor andere patiënten en ook loopt hij zelf risico als hij een operatie of ingreep moet ondergaan, omdat de MRSA niet meer op gebruikelijke antibiotica reageert.
Q-koorts is een voor de mens besmettelijke ziekte die verspreid kan worden vanuit de intensieve geitenhouderij.

## Bio-industrie in Nederland

### Geschiedenis
Aan het eind van de Tweede Wereldoorlog maakte Nederland de hongerwinter mee. Er was schaarste aan voedsel, en dit leidde tot een nationaal trauma. Bovendien lag het voedselconsumptieniveau in Nederland al sinds het begin van de 20e eeuw op ongeveer hetzelfde niveau. Daarom werd Sicco Mansholt, minister van Landbouw sinds 1945, gevraagd de voedselvoorziening op orde te brengen. Hierbij werd gebruik gemaakt van de hulp uit de Verenigde Staten, in de vorm van Marshallhulp en voorlichting. Naar Amerikaans voorbeeld werden maatregelen doorgevoerd om de voedselproductie te verhogen. De voedsel- en vleesproductie werd daarbij geïndustrialiseerd. Door ruilverkaveling en specialisatie ontstonden bedrijven die efficiënter voedsel en veevoer konden produceren. Ook in de melkveehouderij werd sterk gemechaniseerd en geautomatiseerd.

### Situering, omvang en milieu-impact
In Nederland is bio-industrie vooral in Oost-Brabant, Noord-Limburg en de Gelderse Vallei te vinden. Hier worden op grote schaal hokdieren gefokt. Grootschalige graasdier-bedrijven vindt men vooral in Friesland en in de Betuwe.
Het productieaandeel van de grootschalige veehouderijbedrijven stijgt gestaag, terwijl er in totaal steeds minder bedrijven zijn. Ondanks een daling van 271.000 varkenshouders in 1950 tot nog maar 5000 varkenshouders in 2014, en van 216.000 rundveehouders in 1950 tot 30.000 in 2014, is het aantal koeien en varkens dat in Nederland gehouden wordt sterk gestegen. Het aantal varkens is zelfs vertienvoudigd. Ook het aantal slachtkuikens is in 60 jaar vertienvoudigd. In dezelfde periode is het aantal hectare grasland verminderd, net als de teelt van klaver en luzerne. De maïsproductie is wel gestegen.
Nederland heeft een relatief grote veestapel vergeleken met andere landen, hetgeen zorgt voor een grote milieu-impact. Vanaf de tweede helft van de 20e eeuw werd dit in toenemende mate erkend als een ecologisch probleem waar iets aan diende te worden gedaan. Daarentegen is het uitbreiden van de veestapel economisch gunstig voor de landbouwsector. De landbouw stootte anno 2018 jaarlijks zo’n 26 megaton aan broeikasgassen uit, wat neerkomt op circa 10% van de totale emissie van Nederland. Volgens het Klimaatakkoord van Parijs (2015) moet dit in 2030 met 3,5 megaton lager zijn. Onder meer de Raad voor de leefomgeving en infrastructuur (april 2018), het Planbureau voor de Leefomgeving en de Wetenschappelijke Raad voor het Regeringsbeleid kwamen daarom eind jaren 2010 in adviezen aan de regering tot de conclusie dat in Nederland minder dieren gehouden zouden moeten worden en Nederlanders minder vlees zouden moeten eten.
Uit onderzoek van het Kieskompas en Greenpeace bleek in oktober 2018 dat 54% van de Nederlanders het eens was met de stelling ‘Om de uitstoot van broeikasgassen te verminderen moet het aantal koeien, varkens en kippen in de veehouderij worden verminderd’, terwijl 25% het oneens was en 21% neutraal. Een nog veel groter aandeel van de geënquêteerden, namelijk 67%, was bereid om minder vlees te eten om schade aan het milieu te beperken. Met uitzondering van aanhangers van de PVV en de SGP, vond de meerderheid van kiezers van alle partijen dat Nederlandse veestapel moest worden gereduceerd.
Op 29 mei 2019 werd het Programma Aanpak Stikstof van de overheid ongeldig verklaard door de Raad van State, omdat dit in strijd was met Europese rechtsgeldige normen om de milieuschade veroorzaakt door stikstof te verminderen. Dit veroorzaakte de stikstofcrisis: sindsdien lagen allerlei projecten stil, vooral in de woningbouw, en zocht het kabinet-Rutte III naar een oplossing. Kamerlid Tjeerd de Groot (D66) wees erop dat 70% van de binnenlandse stikstofuitstoot uit de landbouw komt en daarbinnen vooral de intensieve veehouderij (volgens Nieuwsuur 45% van alle stikstofemissies), terwijl die minder dan 1% van de Nederlandse economie bedraagt; daarom stelde hij voor om de Nederlandse veestapel te halveren. Het voorstel werd niet gesteund door coalitiepartners VVD, CDA en CU en vormde de directe aanleiding voor het boerenprotest op 1 oktober 2019.

### Dierenwelzijn
Dierenwelzijn heeft een wettelijke basis in de Gezondheids- en welzijnswet voor dieren. Dierenrechtenorganisaties zoals Dierenbescherming en Wakker Dier, maar ook politieke partijen hebben kritiek op de bio-industrie vanwege het gebrek aan dierenwelzijn. In de bio-industrie worden dieren met fysieke ingrepen en genetische veredeling aangepast aan bedrijfseconomische eisen. Verbetering van dierenwelzijn is vaak afhankelijk van subsidies.
- Ingrepen - Door de hoge dierdichtheid en gebrek aan beweegruimte hebben varkens de neiging om elkaar te bijten. Het staartbijten heeft invloed op het welzijn en gezondheid van de varkens. Bij varkenshouderijen is het gangbaar om de varkensstaart uit voorzorg te couperen.[15] Om kannibalisme bij kippen te voorkomen worden snavels 'geknipt'. Mannelijke biggen worden (verdoofd) gecastreerd. Door de ruwe wijze waarop bio-industriekippen in Nederland bijelkaar worden geraapt lopen 29 miljoen kippen (8%) jaarlijks vleugelkneuzingen en breuken op. Voornamelijk door de snelle groei sterven 16 miljoen kuikens jaarlijks voortijdig.[16] Het Ministerie van Landbouw, Natuur en Voedselkwaliteit (LNV) heeft als doelstelling dat alle ingrepen bij dieren in 2023 verboden worden.
- Ziektes - Dierziektes hebben een negatief effect op dierenwelzijn. Een veelvoorkomend voorbeeld in de rundveehouderij is ontsteking van het uierweefsel (mastitis). MRSA komt bij 40% van de varkens voor. Vanwege mond-en-klauwzeer werden in 2001 260.000 gezonde dieren preventief gedood ('geruimd'). In Nederland zijn bij runderen 88 gevallen van BSE (gekkekoeienziekte) vastgesteld (oorzaak: besmet diermeel).[17] In 2006 was er een flinke uitbraak van blauwtong.
- Transport - Miljoenen levende dieren worden door Europa non-stop over duizenden kilometers getransporteerd om elders geslacht te worden, vaak zonder goede verzorging (water).[18][19] Nederland exporteerde in 2010 12 miljoen levende varkens, 60.000 levende runderen, 120.000 levende kalfjes en ruim 220.000 schapen en geiten (PVE).[20]
- Brand - Kippen, kuikens, varkens, biggen, kalveren en koeien in de bio-industrie komen veelvuldig massaal om bij brand. Het gaat daarbij al gauw om honderden tot duizenden dieren per brandgeval die levend verbranden, omdat de dieren in grote aantallen gehouden worden in één schuur. In 2009 verbrandden er 112.185 dieren, waaronder 91.000 kippen, 7430 varkens en 400 koeien. Tien jaar later, in 2019, zijn er volgens het 'Verzamelpunt Acties Tegen Dierenleed' (VATD), dat het aantal dodelijke slachtoffers van stalbranden nauwkeurig bijhoudt, ten minste 328.060 dieren omgekomen door stalbranden.[21]
- Keurmerk - In 2007 lanceerde De Dierenbescherming het Beter Leven-keurmerk voor onder andere vlees met de bedoeling het lot van dieren in de bio-industrie te verbeteren.[22] Een label op de verpakking geeft met één tot drie sterren de mate van dierenwelzijn aan. Eén ster is iets beter dan zonder keurmerk, drie sterren is het hoogst haalbare. De consument kan bij de keuze van een product een bijdrage leveren aan het dierenwelzijn door te letten op de 'Beter Leven' sterren.

## Alternatieven
Alternatieven voor de industriële productie van consumptievlees zijn scharrelveehouderij en rondeelsystemen. In plaats van vlees kan ook voor vleesvervangers worden gekozen. In laboratoria wordt de mogelijkheid van fabricage van kweekvlees onderzocht.